# Ръсел (окръг, Канзас)
Вижте пояснителната страница за други значения на Ръсел.
Окръг Ръсел (на английски: Russell County) е окръг в щата Канзас, Съединени американски щати. Площта му е 2328 km², а населението – 6845 души. Административен център е град Ръсел.